# قاسم‌آباد (درمیان)
قاسم آباد روستایی در دهستان میاندشت بخش مرکزی شهرستان درمیان استان خراسان جنوبی ایران است. بر پایه سرشماری عمومی نفوس و مسکن در سال ۱۳۹۰ جمعیت این روستا ۳۸ نفر (در ۱۲ خانوار) بوده است.